# Haja Coração
Haja Coração (en español: Aguanta Corazón) es una telenovela brasileña producida y exhibida por TV Globo en el tradicional horario de las 19 horas desde 31 de mayo de 2016, sustituyendo a Totalmente Demais. Es la 88.ª "novela de las siete" exhibida por la emisora. 
Escrita por Daniel Ortiz, libremente inspirada en la telenovela Sassaricando de Sílvio de Abreu, con la colaboración de Flávia Bessone, Isabel Muniz, Patrícia Moretzsohn y Nilton Braga, cuenta con la dirección de Bia Coelho, Luciano Sabino, Alexandre Klemperer, Teresa Lampreia y Allan Fiterman, también cuenta con la dirección general y núcleo de Fred Mayrink.
Es protagonizada por Mariana Ximenes, Malvino Salvador, João Baldasserini, Agatha Moreira y Jayme Matarazzo con las participaciones antagónicas de Fernanda Vasconcellos, Chandelly Braz, Betty Gofman, Gabriel Godoy, Cléo Pires, Karen Junqueira y Tatá Werneck como la extravagante Fedora y la actuación estelar de los primeros actores Alexandre Borges, Malu Mader, Cristina Pereira en su regreso a las telenovelas, y la actuación especial de Grace Gianoukas.

## Argumento
Fundamentada en la Mooca, barrio de São Paulo, la trama sigue la vida de Tancinha (Mariana Ximenes), una joven simple que, por haber sido criada en medio de una familia tradicional de origen italiano, tiene un fuerte acento, además de hablar de forma errada y gritando. Desde los quince años ella vive un intenso romance con el mecánico Apolo (Malvino Salvador), lleno de peleas y fogosas reconciliaciones, ya que los dos tienen personalidades fuertes; pero queda balanceada cuando conoce a Beto (João Baldasserini), un publicista que está dispuesto a conquistarla con su encanto y que le muestra un mundo de opciones fuera de su vida rutinaria. La joven es la hija mayor de Francesca Rigoni (Marisa Orth), una verdulera que crio sola a sus cuatro hijos: el gentil Giovanni (Jayme Matarazzo), la envidiosa Carmela (Chandelly Braz) y la sufrida Shirlei (Sabrina Petraglia), además de la propia Tancinha. Francesca nunca aceptó la desaparición misteriosa del marido, Guido Di Marino (Werner Schünemann), y sospecha que el empresario Aparício (Alexandre Borges) estuvo conectado al acontecimiento después de encontrar algunas pistas, contando con la ayuda de Tancinha para descubrir toda la verdad. Aparicio es político corrupto que mandó a asesinar al padre Constansia Aparicio no tiene límites 
Aparício era un muchacho pobre que dejó su gran amor, Rebeca (Malu Mader), para dar el golpe del baúl y casarse con la millonaria Teodora Abdala (Grace Gianoukas), una mujer malvada y arrogante que heredó un conglomerado de empresas. Él asumió la presidencia de la empresa al lado de la mujer, aunque sea ella quien dé las órdenes, y los dos dieron la luz a Fedora (Tatá Werneck), una joven extravagante y mimada que se hizo a imagen y semejanza de la madre. Ella se casa con el misterioso Leonardo (Gabriel Godoy), que planeaba dar un golpe para quedarse con todo el dinero, pero que acaba enamorándose de verdad por ella. Sin embargo, al intentar abortar el plan de matarla en una explosión de helicóptero, él acaba asesinando sin querer a Teodora y ahora tiene que encubrir las mentiras para no perder la mujer de su vida. 
Rebeca vivió muchos años en Europa y se hizo una brillante arquitecta, pero volvió a Brasil sin ningún dinero después de descubrir que su fallecido marido gastó todo lo que tenían antes de morir. Ella se une a las dos amigas que también están quebradas – Penélope (Carolina Ferraz), una ama de casa que se separó sin llevar nada, y Leonora (Ellen Rocche), una exparticipante de reality show – para cazar un marido millonario y salvar las tres. Ella consigue un empleo en la empresa de los Abdala y reencuentra Aparício, que finge ser un simple operario de limpieza para reaproximarse.
Ya Camila (Agatha Moreira), la arrogante sobrina de Teodora, fue la responsable por la prisión injusta de Giovanni, que consigue ser liberado y jura vengarse de ella. Sin embargo la joven pierde la memoria y se enamora del muchacho, que acaba descubriendo que la ama también, a pesar de intentar explicar todo lo que ella le hizo sufrir.  Eso no le gusta a Bruna (Fernanda Vasconcellos), novia de Giovanni, dispuesta a hacer de todo para impedir ese amor.

## Elenco
| Actor/Actriz          | Personaje                                    |
| --------------------- | -------------------------------------------- |
| Mariana Ximenes       | Constância Rigoni Di Marino (Tancinha)       |
| Malvino Salvador      | Apolo de Santos Menezes                      |
| João Baldasserini     | Roberto Velásquez (Beto)                     |
| Tatá Werneck          | Fedora Abdala Varella (Fefê)                 |
| Jayme Matarazzo       | Giovanni Rigoni Di Marino                    |
| Agatha Moreira        | Camila Abdala Varella                        |
| Fernanda Vasconcellos | Bruna Ferraz Vidal                           |
| Chandelly Braz        | Carmela Rigoni Di Marino                     |
| Gabriel Godoy         | Leonardo Raposo / Leonardo Almaci (Leozinho) |
| Alexandre Borges      | Aparício Abdala Varella                      |
| Grace Gianoukas       | Teodora Abdala Varella                       |
| Cristina Pereira      | Safira Abdala Varella                        |
| Malu Mader            | Rebeca Roca De La Fuente                     |
| Marisa Orth           | Francesca Rigoni Di Marino                   |
| Werner Schünemann     | Guido Rigoni Di Marino                       |
| Carolina Ferraz       | Penélope Velásquez                           |
| Ellen Rocche          | Leonora Lammar                               |
| Nando Rodrigues       | Henrique Braga                               |
| Sabrina Petraglia     | Shirlei Rigoni Di Marino                     |
| Cléo Pires            | Tamara Velásquez                             |
| Marcos Pitombo        | Felipe Miranda                               |
| Cláudia Jimenez       | Lucrécia Abdala Varella                      |
| Marcelo Médici        | Agílson Varella (Gigi)                       |
| Ana Carbatti          | Nair Menezes                                 |
| José Loreto           | Adônis de Santos Menezes                     |
| Paulo Tiefenthaler    | Rodrigo Furtado                              |
| Marcella Valente      | Larissa de Santos Menezes Cursino Aguiar     |
| Conrado Caputto       | Renan Cursino Aguiar                         |
| Duda Mamberti         | Ariovaldo Constantino Prado                  |
| Johnnas Oliva         | Enéas Carvalho                               |
| Betty Gofman          | Victoria Miranda                             |
| Karen Junqueira       | Jéssica Sampaio                              |
| Bruna Griphão         | Carolina Talarico (Carol)                    |
| Isadora Cruz          | Cris Miranda                                 |
| Julia Faria           | Estela Salgado (Estelinha)                   |
| Renata Augusto        | Dinalda Souza                                |
| Hilda Rebello         | Marieta de los Ángeles                       |
| Nina Frosi            | Marina Días                                  |
| Cadu Libonati         | Murilo Duarte                                |
| Isabel Wilker         | Adriana Caldeira                             |
| Henry Fiuka           | Nicolas Talarico                             |
| Melissa Nóbrega       | Beatriz Talarico (Bia)                       |
| Eunice Bráulio        | Gracita                                      |
| Igor Pushinov         | Dinamite                                     |
| Sabrina Souza         | Rose                                         |

### Participaciones especiales y elenco de apoyo
| Actor/Actriz      | Personaje               |
| ----------------- | ----------------------- |
| Mario Hermeto     | Afonso Talarico         |
| Othon Bastos      | Pedro Bertolucci        |
| Claudia Raia      | Ella misma              |
| Yasmin Pereira    | Tancinha (niña)         |
| Luiz Felipe Mello | Apolo Gutierrez (niño)  |
| Edu Abeto         | Adônis Gutierrez (niño) |
| Jandir Ferrari    | Marquinhos              |
| Luciano Chirolli  | Olavo                   |
| Pedro Bial        | Él mismo                |
| Ana Paula Renault | Ella misma              |
| Munik Nunes       | Ella misma              |
| Daniel Manzieri   | Él mismo                |
| Thiago Lacerda    | Él mismo                |
| Vanessa Lóes      | Ella misma              |

### Galería

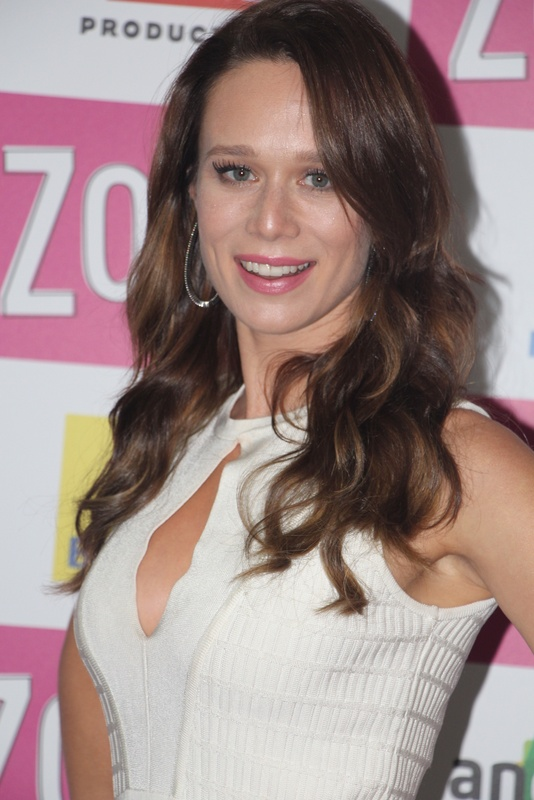
Mariana Ximenes Tancinha
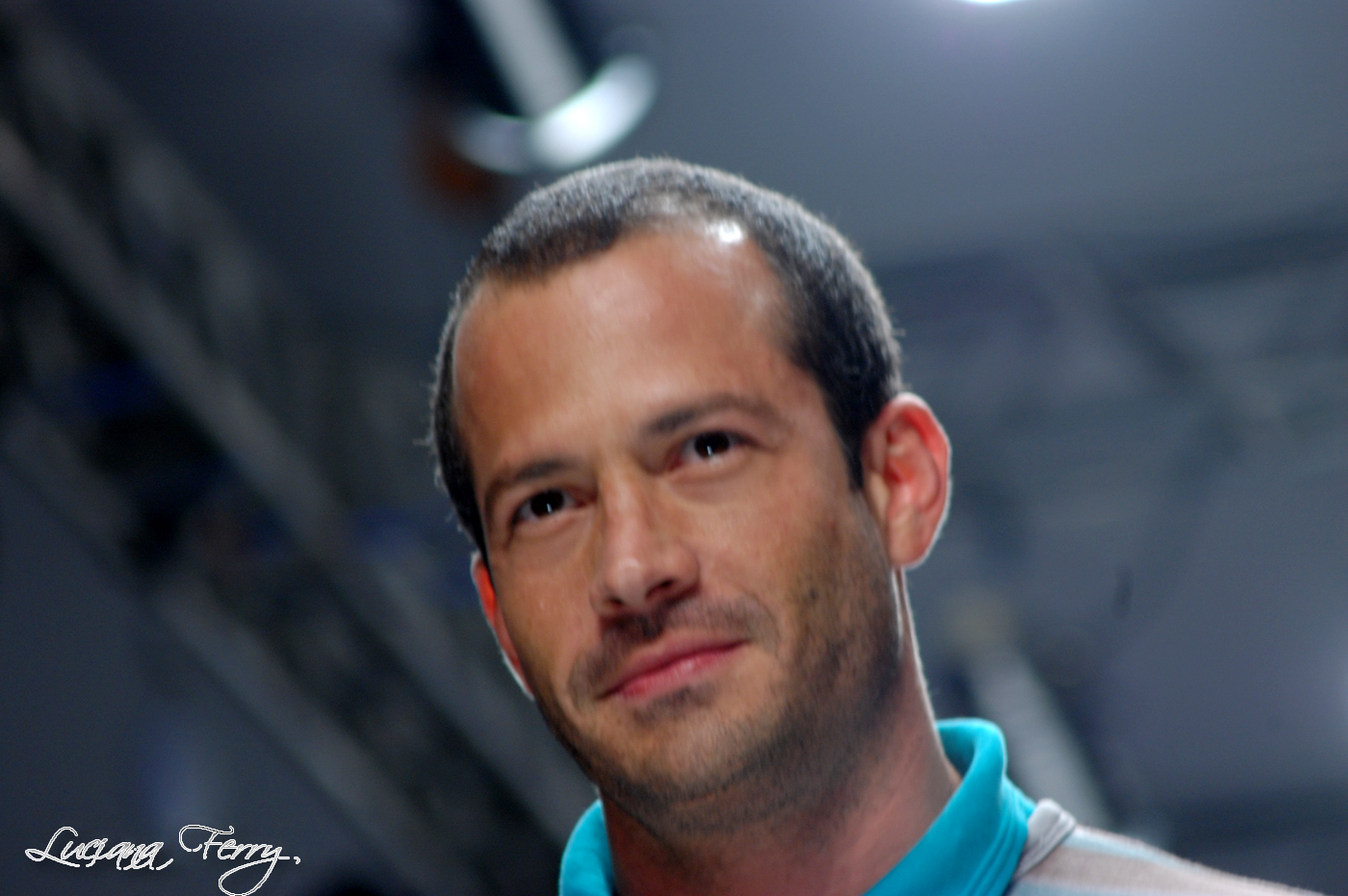
Malvino Salvador Apolo
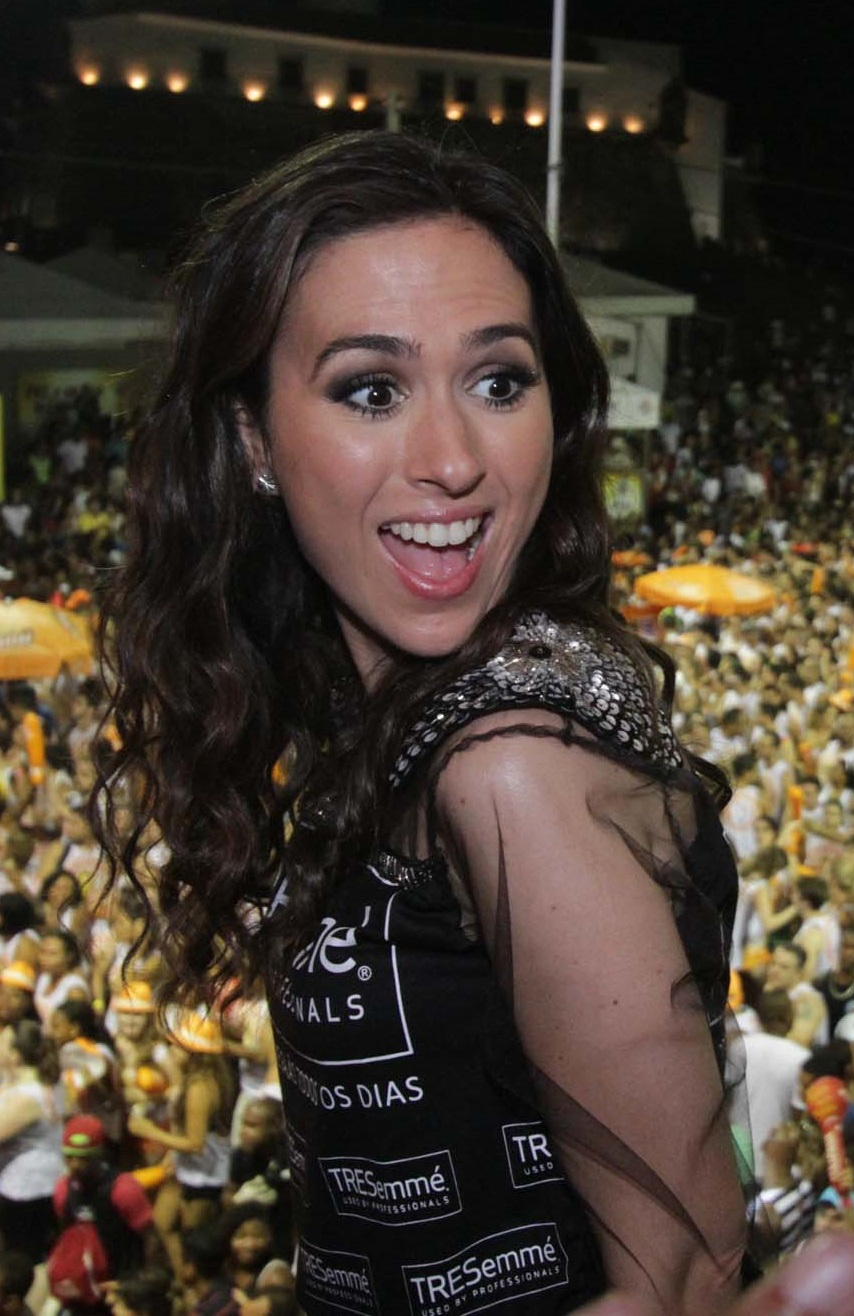
Tatá Werneck Fedora
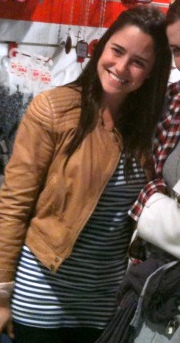
Fernanda Vasconcellos Bruna
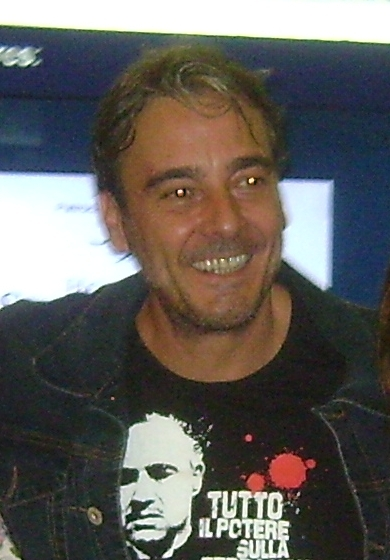
Alexandre Borges Aparício
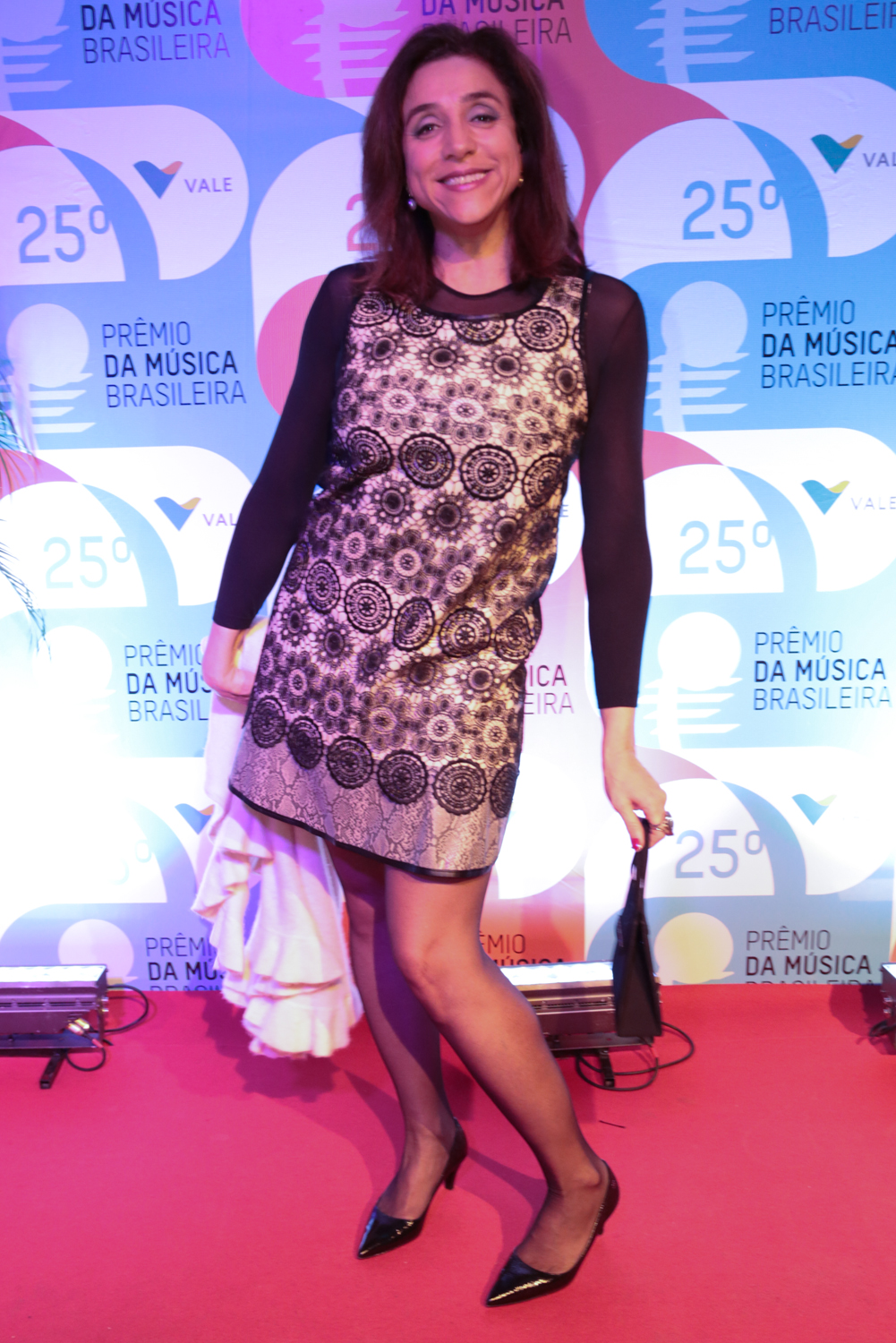
Marisa Orth Francesca
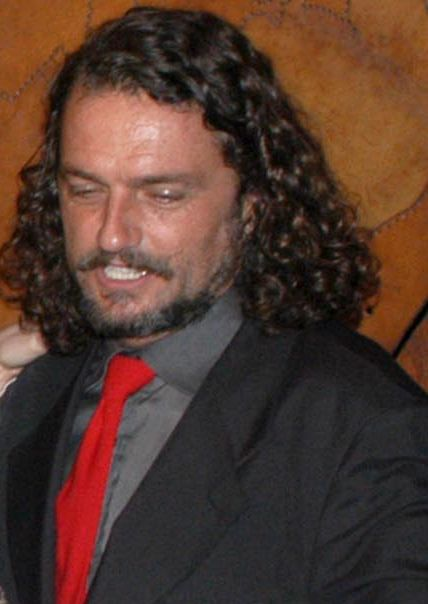
Werner Schünemann Guido
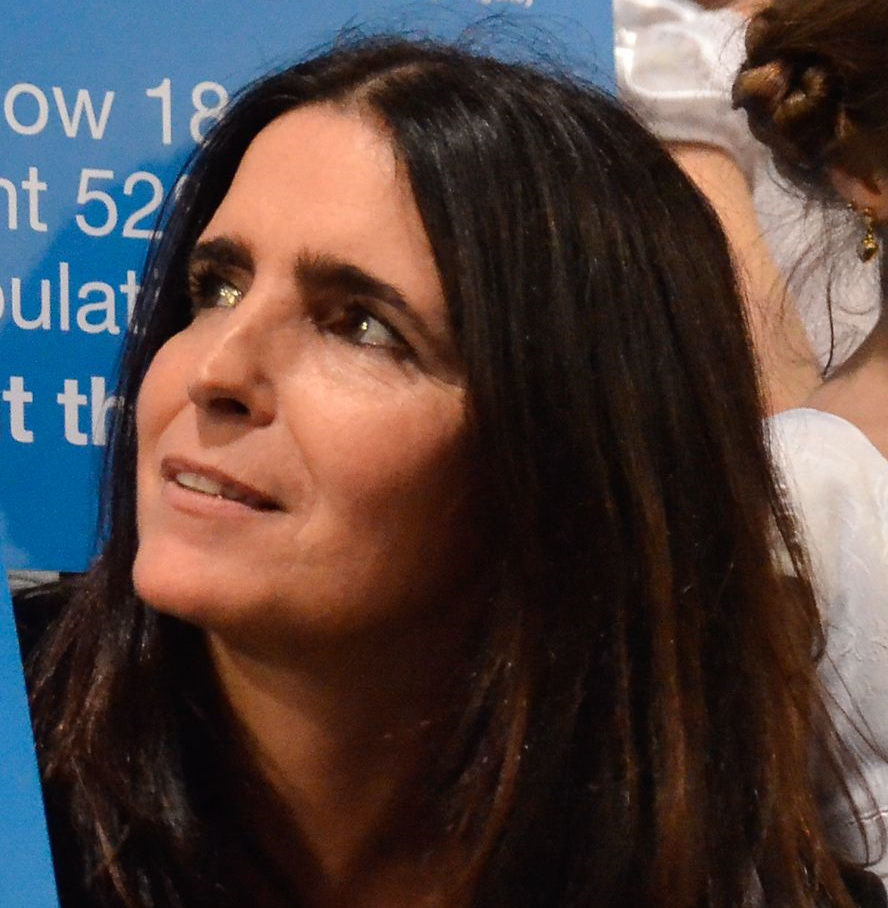
Malu Mader Rebeca
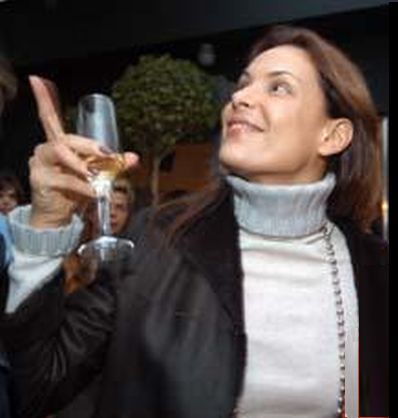
Carolina Ferraz Penélope
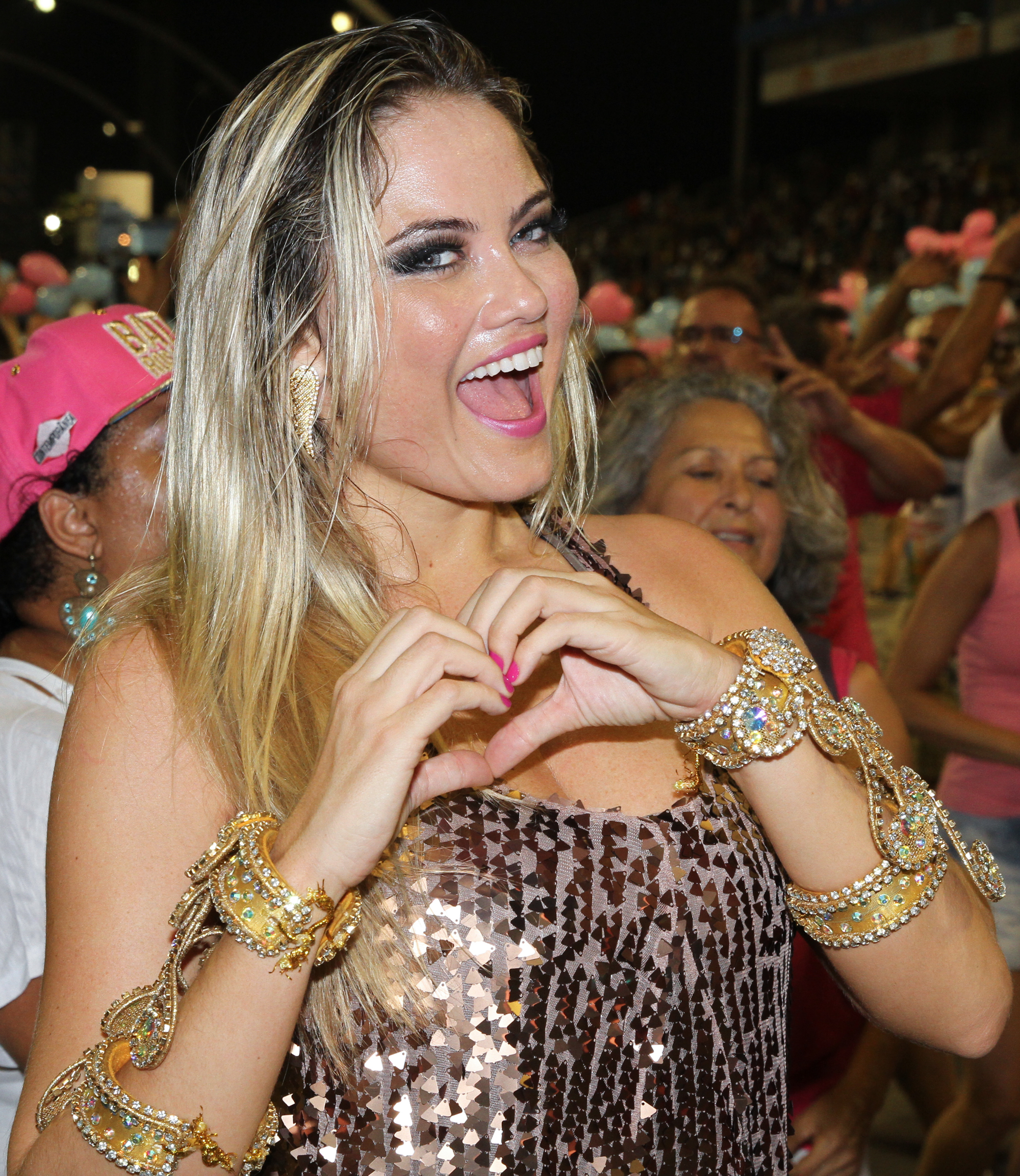
Ellen Rocche Leonora
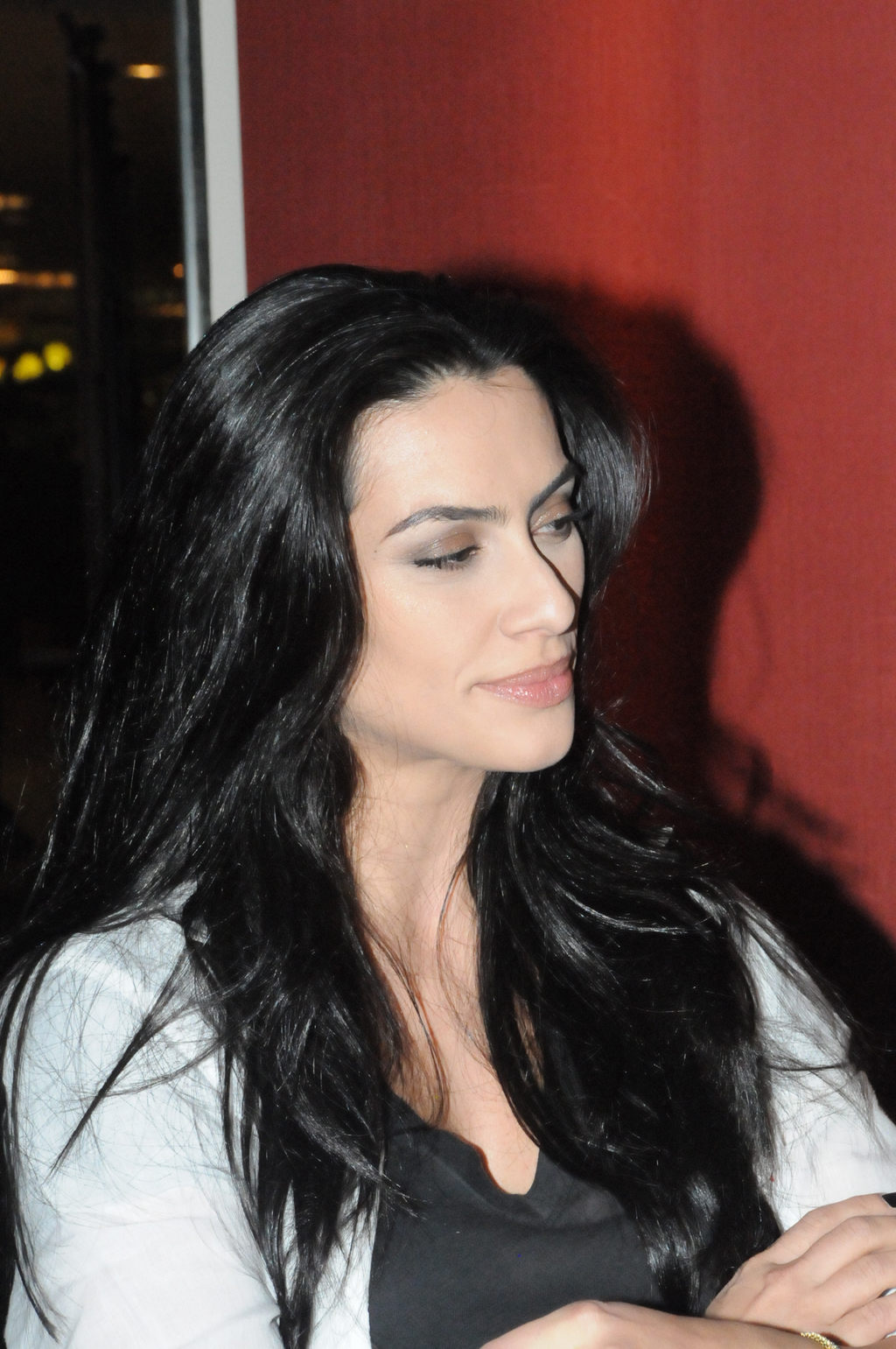
Cléo Pires Tamara
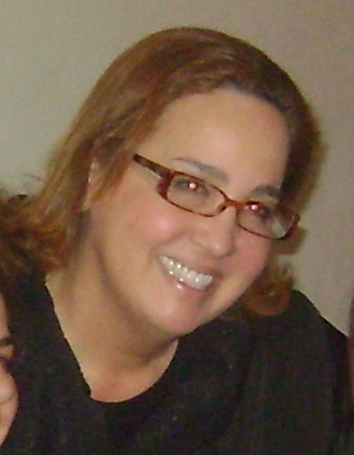
Cláudia Jimenez Lucrécia
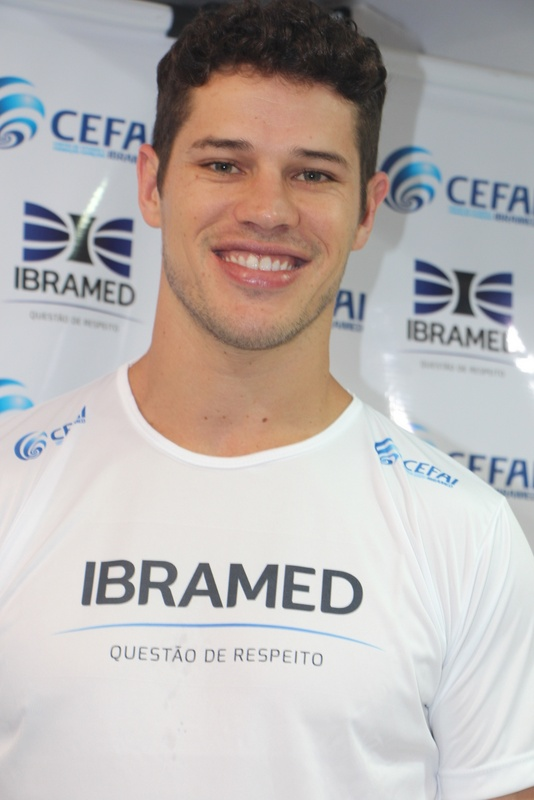
José Loreto Adônis
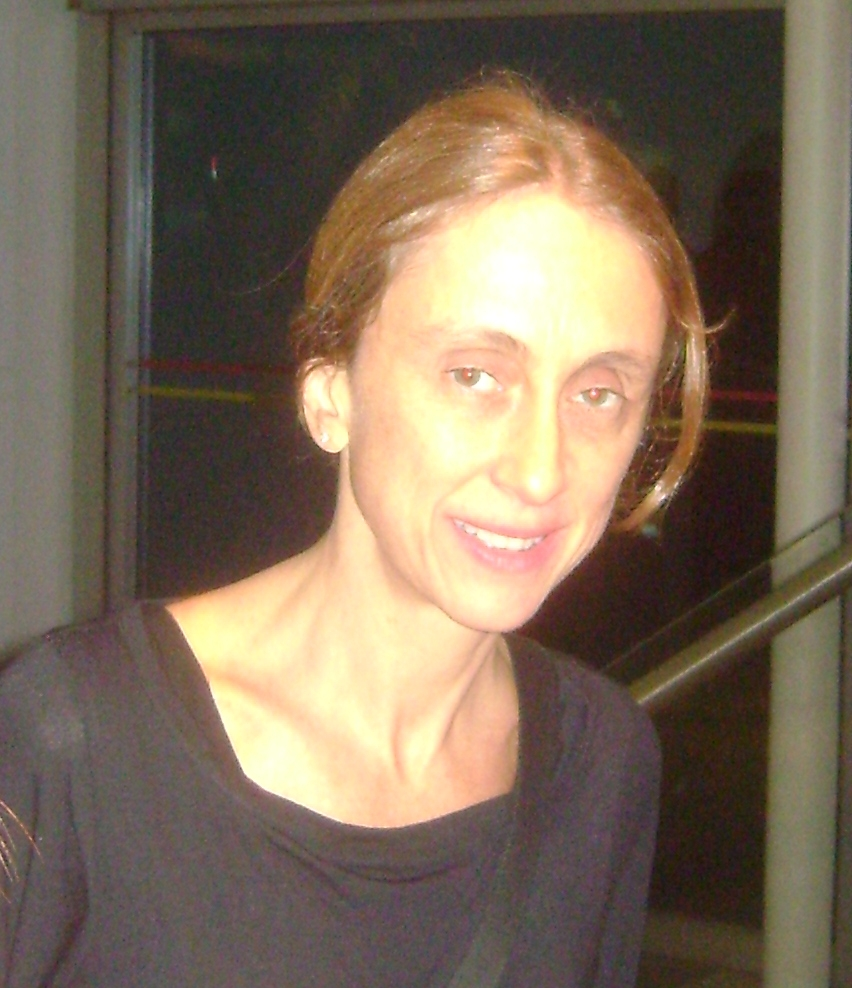
Betty Gofman Vitória
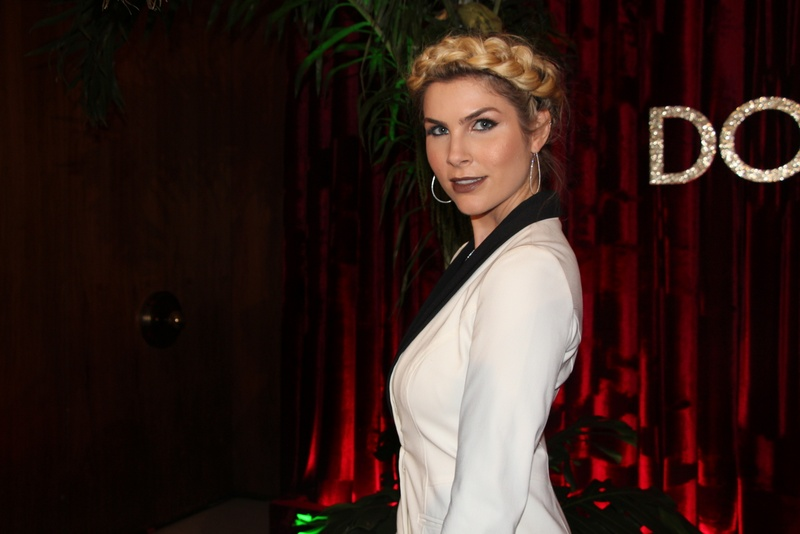
Julia Faria Estelinha
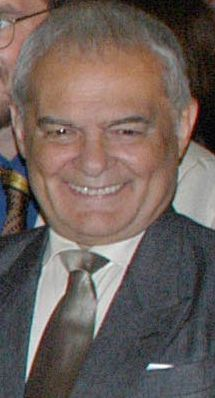
Othon Bastos Pedro

## Repercusión

### Audiencia
El primer capítulo de Haja Coração registró media consolidada de 27,3 puntos en São Paulo, índice superior a su antecesora Totalmente Demais en 7%. El desempeño fue repetido en el capítulo siguiente. En su cuarto capítulo, el folletín consiguió un índice mayor que los anteriores: 28,3 puntos en São Paulo. La telenovela tuvo la mejor semana de estreno de una novela de las 19h desde Encantadoras, con media semanal de 27 puntos en São Paulo (con 41% de participación) y 30 en Río de Janeiro (con 47% de participación). 